# Aerocomp Comp Air Jet
L'Aerocomp Comp Air Jet est un avion monoréacteur expérimental destiné à être commercialisé en kit pour la construction amateur par la société américaine Aerocomp.
Cet appareil, dont le prototype [N41861] a effectué son premier vol en février 2004, est le premier monoplan à aile basse d’Aerocomp. Le turboréacteur est situé à l’arrière du fuselage, alimenté en air par deux ouïes latérales. 1 pilote et 7 passagers doivent pouvoir embarquer dans cet avion construit en matériaux composites.
Les premiers essais en vol ont été effectués avec un réacteur russe Ivtchenko-Progress AI-25 de 1 520 kgp. Début 2005 le programme fut suspendu pour permettre le lancement de la production des Comp Air 10 et Comp Air 12. En septembre 2006 Aerocomp a annoncé la reprise du programme avec le projet de remotoriser le Comp Air Jet avec un Honeywell TFE731 de 1 530 kgp.